# Solymosy Ödön
Báró lózsi és egervári Solymosy Ödön (eredetileg Falk Ödön Balf, 1866. június 13. – Semmering, 1915. május 19.) főnemes, politikus, képviselő.

## Élete
Falk Ödön néven a Sopron közelében fekvő kicsiny faluban, Balfon született Falk Lajos és Horváth Teréz harmadik fiaként. 1881-ben édesapja nemesi és egyben bárói címet kapott, így ő is a főnemesek közé emelkedett. Beállt a hadseregbe, fiatalabb korában huszárőrnagyi rangban szolgált. A hadseregből kilépve indult az 1901-es választásokon, majd meg is választották. Az országgyűlés véderőbizottságának jegyzői tisztét is elvállalta. 1905-ben Rómába látogatott, ahol még X. Piusz pápa is fogadta. 1910-től haláláig ismét képviselő volt.

## Családja
1904-ben nőül vette gróf zicsi és vázsonykői Zichy Angelikát (1877–1964), öt gyermekük született:
- Zsigmond (1906–1974); neje: Gabriella von Lindelof bárőnó (1913–1980)
- Margit (1908–1918)
- László (1909–1975); neje: Bolla Gizella (1914–?)
- Károly (1912–1915)
- Hanna (1914–?); 1. férje: gróf Nemes Vince (1912–1984); 2. férje: Kozma Sándor (1911–?); 3. férje: Carl Berger (1909–?)